# جند، چکوال
جند (به انگلیسی: Jand) یک منطقهٔ مسکونی در پاکستان است که در ناحیه چکوال واقع شده‌است.